# Bald Head Island
Bald Head Island é uma vila localizada no estado norte-americano de Carolina do Norte, no Condado de Brunswick. É também uma ilha-barreira onde não é permitida a circulação automóvel.

## Demografia
Segundo o censo norte-americano de 2000, a sua população era de 173 habitantes.
Em 2006, foi estimada uma população de 277, um aumento de 104 (60.1%).

## Geografia
De acordo com o United States Census Bureau tem uma área de
15,0 km², dos quais 11,1 km² cobertos por terra e 3,9 km² cobertos por água.

## Localidades na vizinhança
O diagrama seguinte representa as localidades num raio de 20 km ao redor de Bald Head Island.